# Estadi Olímpic Lluís Companys
Estadi Olímpic Lluís Companys, ursprungligen Estadi de Montjuïc, är Barcelonas näst största arena. Den rymmer 55 926 åskådare och började byggas 1927 för att färdigställas till 1929 års världsutställning. Stadion var ursprungligen avsedd som OS-arena till Barcelonas arrangörsansökan, inför omröstningen i maj 1931, om arrangörsstad till sommarolympiaden 1936. Inför 1992 års olympiska sommarspel totalrenoverades stadion, och år 2001 gavs den namn efter Lluís Companys, Kataloniens regionpresident under spanska inbördeskriget.

## Historik
Stadion byggdes 1927–1929 inför 1929 års världsutställning i Barcelona och var när den öppnade Europas näst största stadion med plats för 60 000 sittande åskådare. Motivet för stadions tillkomst var dock inte själva världsutställningen, utan den byggdes i hopp om att förbättra stadens chanser att vinna arrangörskapet för 1936 års olympiska spel, Barcelona hade vid sin tidigare arrangörsansökan inför 1924 års OS-arrangemang fallit bort specifikt på bristen av idrottsanläggningar, under själva världsutställningen marknadsförde sig Barcelona inför OS-omröstningen genom att arrangera ett flertal sportevenemang. Den tilltänkta OS arenan byggdes med Wembley Stadium som förebild och var för sin tid mycket påkostad med installationer specifikt avsedda för Olympiska spelen, den byggdes parallellt med flera andra tilltänkta OS-arenor, bland annat simstadion, flera sporthallar samt tennisstadion som designades av den Engelska firman En Tout Cas varför den lokala pressen döpte den till lilla Wimbledon.
Tanken var att ha de flesta OS-arenorna färdiga inför omröstningen angående olympisk arrangörsstad, vilken genomfördes i maj 1931. Stadion invigdes den 20 maj 1929 med en idrottsfestival inför 65 000 åskådare, bland andra Spaniens kung Alfons XIII samt IOK:s ordförande Henri de Baillet-Latour. Bland idrottsevenemangen som arrangerades ingick en fotbollsmatch mellan det katalanska landslaget och engelska cupmästarna Bolton Wanderers som slutade 4–0 till katalanerna. Samma dag arrangerades även en rugbymatch mellan Spanien och Italien, som vanns av spanjorerna med 9–0, samt friidrottstävlingar.
1936 skulle den vara huvudarena vid det alternativa Folkets olympiad, vilken var tänkt att arrangeras i protest mot nazisternas sommarolympiad 1936. Precis innan tävlingarna skulle börja utbröt dock spanska inbördeskriget, varför spelen inställdes. Av de 6 000 anmälda idrottarna valde minst 200 att stanna kvar som frivilliga i inbördeskriget.
Efter att Barcelona 1986 utsetts att arrangera Olympiska sommarspelen 1992 påbörjades en totalrenovering av stadion, där bland annat innerplanen sänktes elva meter. Av den ursprungliga stadion bevarades enbart fasaden. Nyinvigningen skedde i samband med att Barcelona arrangerade IAAF World Cup 1989. Arenan användes av det spanska klubblaget RCD Espanyol som hyrde stadion mellan utflyttningen från sin gamla arena Estadi de Sarrià (1997) och invigningen av den nybyggda Estadi Cornellà-El Prat (2009). Här arrangerade Barcelona europamästerskapen i friidrott år 2010.

## Namngivning
Dagens namn fick arenan 2001. Namnet gavs för att hedra den katalanske politikern Lluís Companys, Kataloniens 123:e president.